# Marie-Louise de Crussol
Marie-Louise Béziers, devenue par mariage marquise de Crussol, dite la Marquise rouge, née à Lorient le 15 février 1904, morte à Paris 16e le 14 juin 1991, anime dans l'entre-deux-guerres un salon parisien, où se retrouvent de grands noms de la littérature et de la politique. À la fin des années 1930, elle exerce une influence sur Édouard Daladier, alors président du Conseil.
À partir de 1951, elle dirige les importants travaux de restauration du « Duché », le château ducal d'Uzès. En 1965, elle obtient que 11 hectares d'Uzès soient inscrits comme secteur sauvegardé, ce qui va permettre la réhabilitation d'un remarquable patrimoine architectural, et faire revivre une ville assoupie.

## Biographie

### Jeunesse et formation
Marie-Louise Frédérique Jeanne Amélie Béziers naît le 15 février 1904 à Lorient, dans le Morbihan. Elle est la fille de Jeanne Delory (1883-1935) et de Pierre Béziers (1876-1929), un important industriel de la conserve : la famille Béziers, originaire de Saint-André-des-Eaux, possède une douzaine de conserveries en France, quatre au Portugal et une à Agadir, au Maroc. Marie-Louise est une excellente cavalière,. Elle a un frère, Frédéric (1913-1968), qui s'engagera dans la France libre en août 1942.
Dans les années 1920, Marie-Louise s'implique dans le mouvement réclamant que les femmes siègent à la Société des Nations. Elle est aussi une militante de l'Union française pour le suffrage des femmes (UFSF).

### «Marquise rouge»
Le 26 août 1924, elle épouse Emmanuel Simon de Crussol d'Uzès (né en 1902), marquis de Crussol. Celui-ci est le deuxième fils de Louis de Crussol, 14e duc d'Uzès. En 1924 et 1925, Marie-Louise suit une formation à l'École libre des sciences politiques. Elle n'est pas diplômée de cette école. Le 24 décembre 1925, Marie-Louise et Emmanuel Simon ont un fils, Louis Frédéric.
Dans les années 1930, éprise d'arts, la marquise tient salon le mercredi au 103, avenue Henri-Martin, à Paris. On y croise des écrivains, Paul Valéry, André Gide, François Mauriac, André Malraux, Léon-Paul Fargue, Julien Benda, Ramón Fernandez, André Maurois, Luc Durtain, Emmanuel Berl, et des hommes politiques de droite (Georges Mandel) comme de gauche (le député radical-socialiste du Vaucluse, Édouard Daladier). « La marquise de Crussol accueille la droite et la gauche, et se tient au centre », lit-on dans Les Nouvelles littéraires.

Édouard Daladier, le 30 septembre 1938.

Séparée de son mari, la marquise devient en 1934 la maîtresse de Daladier,, veuf, qui vient d'être par deux fois président du Conseil. Marie-Louise de Crussol est maintenant surnommée « la Marquise rouge » par la presse de droite,,. En 1935, Ray Ventura et ses Collégiens connaissent un grand succès avec la chanson Tout va très bien madame la marquise. Les chansonniers auront beau jeu d'en détourner les paroles pour brocarder Daladier dans les moments difficiles de la fin de la Troisième République.
À la fin des années 1930, la marquise de Crussol exerce sur son amant une influence qui n'est guère visible, mais qui, selon Élisabeth du Réau, n'est pas négligeable,,. D'avril 1938 à mars 1940, Daladier est à nouveau à la tête du gouvernement. Il propose un décret-loi relatif à la famille et à la natalité dont le Conseil des ministres approuve les dispositions le 29 juillet 1939. Les articles 119 à 129 de ce « Code de la famille » sont consacrés au délit d'outrage aux bonnes mœurs. Effaçant la loi de 1881, entérinant la mesure du 30 mars 1939 que les sénateurs avaient repoussée, ces articles mettent en place un dispositif très répressif. En février 1941, dans son pamphlet Les Beaux Draps, Louis-Ferdinand Céline attribue un rôle à la maîtresse du président du Conseil dans cette offensive de l'ordre moral. Il lui reproche d'avoir « des idées générales » et de la pudibonderie. Selon l'écrivain, elle aurait été « paraît-il à l’origine, à l’inspiration des décrets de pudeur récemment promulgués. Foutre ! Décrets d'offusquerie ! de protection soi-disant de la morale et des familles, ! »
En mars 1940, REYNAUD remplace DALADIER. En juin 1940, le couple est à Bordeaux, la marquise embarque avec Daladier à bord du Massilia. Sur ordre de PÉTAIN, DALADIER est arrêté à son arrivée à Casablanca. Leur liaison prend fin cette année-là. Il sera jugé à Riom. Elle ne lui rendra jamais visite. 
En 1941, Marie-Louise divorce du marquis de Crussol. Ce dernier épouse en deuxièmes noces, le 25 mai 1943, Henriette Mendelssohn. Le 15 septembre, Louis, duc d'Uzès, meurt. Son petit-fils, Emmanuel Jacques (né en 1927), devient le 15e duc d'Uzès. Henriette, la deuxième épouse du marquis, meurt en déportation à Auschwitz le 15 février 1944. En 1950, Emmanuel Simon de Crussol réépouse Marie-Louise,.

### Sauvegarde du patrimoine d'Uzès

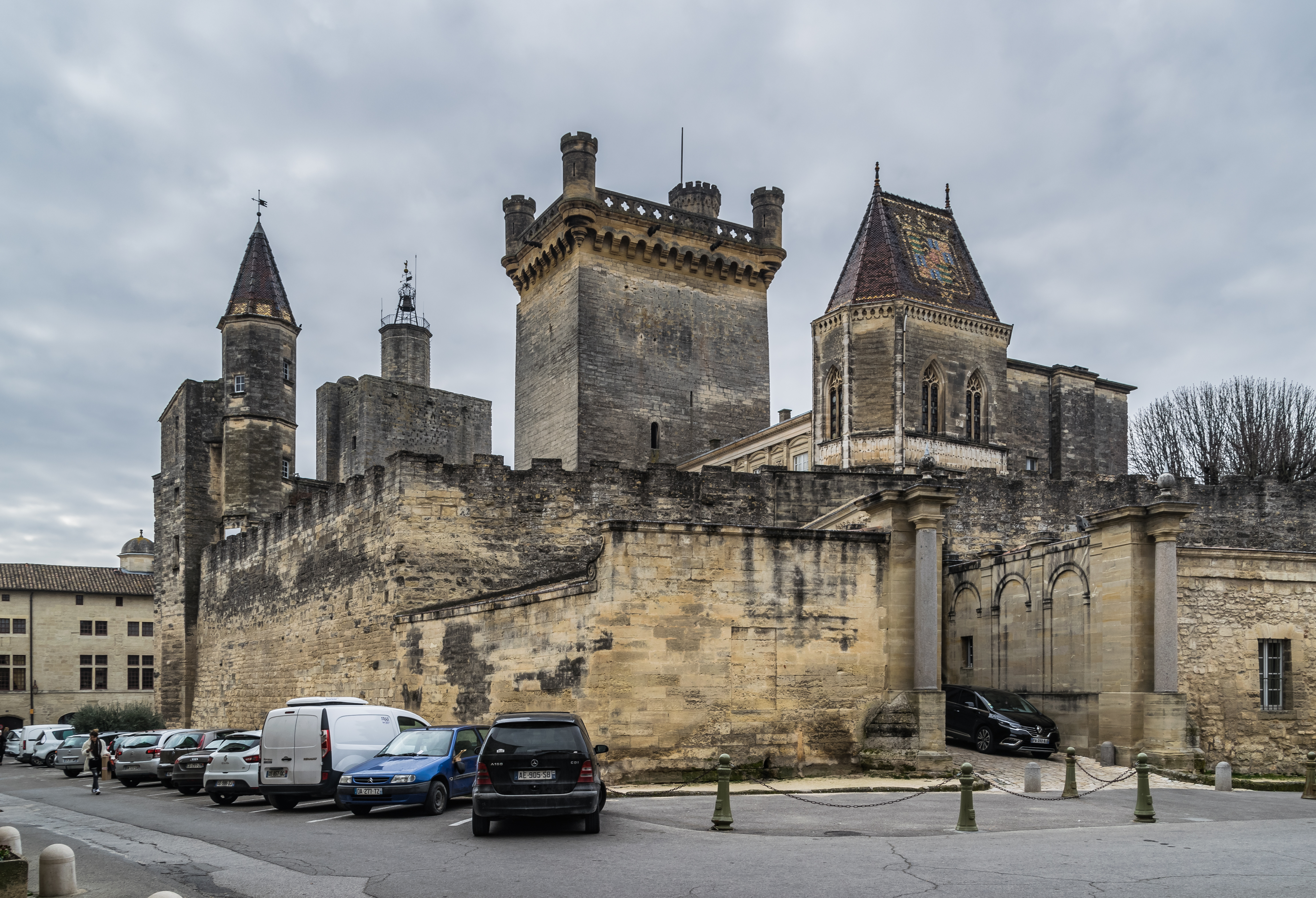
« Le Duché » d'Uzès.

En proie à des difficultés financières, Louis, 14e duc d'Uzès, le père du marquis, avait été contraint de louer son château ducal d'Uzès, « le Duché », à l'Éducation nationale, qui y avait installé une école professionnelle. Les obligations d'entretien ont été négligées, les façades détériorées,. Le 15e duc, le neveu du marquis de Crussol, se désintéresse complètement de son château ducal, qu'il n'a « ni l'envie ni les moyens » d'entretenir. Il le laisse à l'abandon. La marquise décide de prendre les choses en main. « Ma grand-mère, née Marie-Louise Béziers, était une femme étonnante, un rocher dans les tempêtes familiales », dira d'elle en 2008 le 17e duc. Elle fait casser le bail de l'école professionnelle. Elle fait condamner l'Éducation nationale à verser des indemnités pour dégradations de lieu historique. En novembre 1951, elle s'installe au château, en tant que locataire de son neveu. Elle y entreprend d'importants travaux de restauration. Le 26 janvier 1952, le marquis meurt.
En 1957, la marquise achète le château à son neveu. Au début des années 1960, elle apprend qu'André Malraux, le ministre des Affaires culturelles, travaille sur une loi concernant la préservation et la mise en valeur du patrimoine. La marquise connaît Malraux, qui fréquentait son salon parisien. Elle « fait le siège » du ministre pour que la ville d'Uzès ne soit pas oubliée. Promulguée en 1962, la loi Malraux crée des secteurs urbains sauvegardés, et permet de défiscaliser les travaux de restauration des immeubles anciens. Onze hectares de la ville d'Uzès sont classés en 1965 en secteur sauvegardé. La réhabilitation et la restauration d'un riche patrimoine bâti vont permettre de revitaliser une ville sombrée dans la léthargie. Quant à la restauration du château ducal, l'architecte urbaniste Bernard Wagon et l'historienne de l'art Valérie Rousset estiment que c'est « un triomphe ».
|                                                        |                                                        |                                                        |                                                        | Louis de Crussol 14e duc d'Uzès (1871-1943)            |                                                        |  |  |                                                                 |                                                                 |                                                                 |                                                                 |                                                                 |                                                                 |                                                      |                                                      |                                                      |                                                      |                                  |                                  |                                  |                                  |  |  |  |  |  |  |  |  |
|                                                        |                                                        |                                                        |                                                        |                                                        |                                                        |  |  |                                                                 |                                                                 |                                                                 |                                                                 |                                                                 |                                                                 |                                                      |                                                      |                                                      |                                                      |                                  |                                  |                                  |                                  |  |  |  |  |  |  |  |  |
|                                                        |                                                        |                                                        |                                                        |                                                        |                                                        |  |  |                                                                 |                                                                 |                                                                 |                                                                 |                                                                 |                                                                 |                                                      |                                                      |                                                      |                                                      |                                  |                                  |                                  |                                  |  |  |  |  |  |  |  |  |
| Géraud de Crussol d'Uzès (1897-1929)                   | Géraud de Crussol d'Uzès (1897-1929)                   | Géraud de Crussol d'Uzès (1897-1929)                   | Géraud de Crussol d'Uzès (1897-1929)                   | Géraud de Crussol d'Uzès (1897-1929)                   | Géraud de Crussol d'Uzès (1897-1929)                   |  |  | Emmanuel Simon de Crussol d'Uzès marquis de Crussol (1902-1952) | Emmanuel Simon de Crussol d'Uzès marquis de Crussol (1902-1952) | Emmanuel Simon de Crussol d'Uzès marquis de Crussol (1902-1952) | Emmanuel Simon de Crussol d'Uzès marquis de Crussol (1902-1952) | Emmanuel Simon de Crussol d'Uzès marquis de Crussol (1902-1952) | Emmanuel Simon de Crussol d'Uzès marquis de Crussol (1902-1952) |                                                      |                                                      | Marie-Louise Béziers (1904-1991)                     | Marie-Louise Béziers (1904-1991)                     | Marie-Louise Béziers (1904-1991) | Marie-Louise Béziers (1904-1991) | Marie-Louise Béziers (1904-1991) | Marie-Louise Béziers (1904-1991) |  |  |  |  |  |  |  |  |
| Géraud de Crussol d'Uzès (1897-1929)                   | Géraud de Crussol d'Uzès (1897-1929)                   | Géraud de Crussol d'Uzès (1897-1929)                   | Géraud de Crussol d'Uzès (1897-1929)                   | Géraud de Crussol d'Uzès (1897-1929)                   | Géraud de Crussol d'Uzès (1897-1929)                   |  |  | Emmanuel Simon de Crussol d'Uzès marquis de Crussol (1902-1952) | Emmanuel Simon de Crussol d'Uzès marquis de Crussol (1902-1952) | Emmanuel Simon de Crussol d'Uzès marquis de Crussol (1902-1952) | Emmanuel Simon de Crussol d'Uzès marquis de Crussol (1902-1952) | Emmanuel Simon de Crussol d'Uzès marquis de Crussol (1902-1952) | Emmanuel Simon de Crussol d'Uzès marquis de Crussol (1902-1952) |                                                      |                                                      | Marie-Louise Béziers (1904-1991)                     | Marie-Louise Béziers (1904-1991)                     | Marie-Louise Béziers (1904-1991) | Marie-Louise Béziers (1904-1991) | Marie-Louise Béziers (1904-1991) | Marie-Louise Béziers (1904-1991) |  |  |  |  |  |  |  |  |
|                                                        |                                                        |                                                        |                                                        |                                                        |                                                        |  |  |                                                                 |                                                                 |                                                                 |                                                                 |                                                                 |                                                                 |                                                      |                                                      |                                                      |                                                      |                                  |                                  |                                  |                                  |  |  |  |  |  |  |  |  |
| Emmanuel Jacques de Crussol 15e duc d'Uzès (1927-1999) | Emmanuel Jacques de Crussol 15e duc d'Uzès (1927-1999) | Emmanuel Jacques de Crussol 15e duc d'Uzès (1927-1999) | Emmanuel Jacques de Crussol 15e duc d'Uzès (1927-1999) | Emmanuel Jacques de Crussol 15e duc d'Uzès (1927-1999) | Emmanuel Jacques de Crussol 15e duc d'Uzès (1927-1999) |  |  |                                                                 |                                                                 |                                                                 |                                                                 | Louis Frédéric de Crussol 16e duc d'Uzès (1925-2001)            | Louis Frédéric de Crussol 16e duc d'Uzès (1925-2001)            | Louis Frédéric de Crussol 16e duc d'Uzès (1925-2001) | Louis Frédéric de Crussol 16e duc d'Uzès (1925-2001) | Louis Frédéric de Crussol 16e duc d'Uzès (1925-2001) | Louis Frédéric de Crussol 16e duc d'Uzès (1925-2001) |                                  |                                  |                                  |                                  |  |  |  |  |  |  |  |  |
| Emmanuel Jacques de Crussol 15e duc d'Uzès (1927-1999) | Emmanuel Jacques de Crussol 15e duc d'Uzès (1927-1999) | Emmanuel Jacques de Crussol 15e duc d'Uzès (1927-1999) | Emmanuel Jacques de Crussol 15e duc d'Uzès (1927-1999) | Emmanuel Jacques de Crussol 15e duc d'Uzès (1927-1999) | Emmanuel Jacques de Crussol 15e duc d'Uzès (1927-1999) |  |  |                                                                 |                                                                 |                                                                 |                                                                 | Louis Frédéric de Crussol 16e duc d'Uzès (1925-2001)            | Louis Frédéric de Crussol 16e duc d'Uzès (1925-2001)            | Louis Frédéric de Crussol 16e duc d'Uzès (1925-2001) | Louis Frédéric de Crussol 16e duc d'Uzès (1925-2001) | Louis Frédéric de Crussol 16e duc d'Uzès (1925-2001) | Louis Frédéric de Crussol 16e duc d'Uzès (1925-2001) |                                  |                                  |                                  |                                  |  |  |  |  |  |  |  |  |
|                                                        |                                                        |                                                        |                                                        |                                                        |                                                        |  |  |                                                                 |                                                                 |                                                                 |                                                                 | Jacques de Crussol 17e duc d'Uzès (né en 1957)                  |                                                                 |                                                      |                                                      |                                                      |                                                      |                                  |                                  |                                  |                                  |  |  |  |  |  |  |  |  |

La marquise de Crussol meurt à 87 ans, le 14 juin 1991, à Paris, dans le 16e arrondissement. En 1999, le 15e duc meurt sans descendance mâle. Le titre ducal passe à son cousin Louis Frédéric, le fils d'Emmanuel Simon et de Marie-Louise. Il devient le 16e duc d'Uzès. À sa mort en 2001, son fils Jacques, né en 1957, devient le 17e duc d'Uzès, avec la qualité de « premier duc et pair de France ». Il poursuit l'œuvre de restauration entreprise par sa grand-mère,.